# 4 de Julho Esporte Clube
Maillots
Le 4 de Julho Esporte Clube est un club brésilien de football basé à Piripiri dans l'État du Piauí.  Le club évolue en première division du championnat du Piauí.

## Palmarès
- Première division du championnat du Piauí (2) :
  - Champion: 1992, 1993.

- Deuxième division du championnat du Piauí (1) :
  - Champion: 2003.